# Pontiac (photographie)
Pour les articles homonymes, voir Pontiac.
Pontiac, marque commerciale de la MFAP (Manufacture française d'appareils photographiques), est une marque disparue d'appareils photographiques établie à Paris (France) au quai de Jemmapes. En 1951, la marque quitte Paris pour Casablanca, devenant la première et probablement la seule marque d'appareils photographiques du Maroc et d’Afrique.

## Histoire
Fondée vers 1938 par Laroche, ancien dessinateur chez Gallus, la marque Pontiac débute par la commercialisation de filtres polarisants dénommés "écrans Pontiac" puis par la production de foldings 6 × 9 en bakélite probablement issus de moules rachetés à la société allemande Ebner.
La guerre qui éclate l’année suivante bouleverse la donne. L’arrêt des importations allemandes et américaines ne compense pas la chute des ventes et la pénurie de matières premières. De grandes firmes historiques telles que Lumière et Demaria-Lapierre sont au bord de la faillite. D’autres disparaissent, réorientent leurs activités ou se mettent en sommeil en attendant des jours meilleurs. La marque Pontiac fait exception, tirant parti du retrait de ses principaux concurrents pour se maintenir et se renforcer. Une maigre demande subsistant, elle s’évertue à lui fournir des appareils abordables sans être médiocres. Faisant de nécessité vertu, elle remplace l’acier embouti des boîtiers et le cuir des soufflets et des garnitures par de nouveaux matériaux, moins chers et plus légers : l’aluminium moulé et, avec moins de bonheur, la toile et la peinture. Elle peut alors prétendre par dérision au titre de « Première marque française d’appareils photographiques », expression dont elle se fera un slogan un rien fanfaron après guerre.
Après la Libération, Pontiac participe à la renaissance de l’industrie française avec effectivement une longueur d’avance sur ses concurrents. Les débuts sont prometteurs : tandis que les modèles déjà prêts se vendent comme des petits pains, des nouveautés plus prestigieuses font leur apparition, appuyées par de coûteuses campagnes publicitaires. Quelques années plus tard, pourtant, les ventes régressent et ne sont plus à la hauteur des investissements consentis. Il semble que, malgré le retour à des approvisionnements normaux et une meilleure finition de ses appareils, l’image de marque de Pontiac restait trop négativement associée aux mauvais souvenirs des années de guerre.
En 1951, l'entreprise, fuyant ses difficultés financières, quitte la France pour le Maroc, pays où Laroche avait des attaches personnelles. Les derniers appareils porteront un "Made in French Morocco" ou un "Made in Morocco" et seront, selon Bernard Vial, les seuls appareils jamais fabriqués en Afrique. 
La société fait faillite en 1954 ou peu après. 
L’usine principale de la M.F.A.P. occupait les n° 174, 176 et 178 du quai de Jemmapes près du canal Saint-Martin. Y travaillaient jusqu'à 80 ouvriers. Une seconde usine employant de 30 à 50 personnes était localisée à La Ferté-Macé dans l'Orne. C’est cette seconde usine qui aurait déménagé à Casablanca.

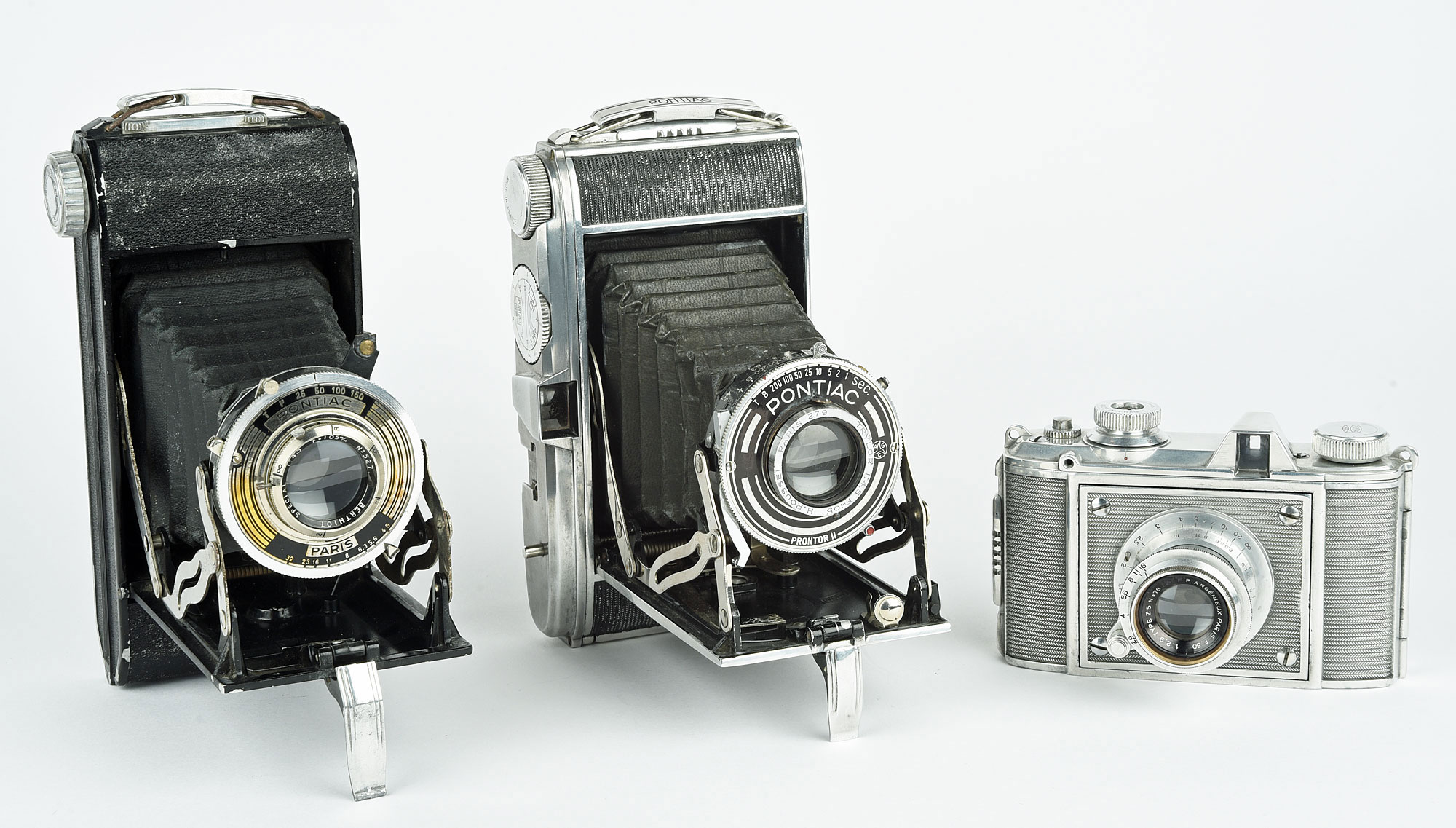
Pontiac Bloc Métal 41, Bloc Métal 45 et Lynx II.

## Production
- Après les appareils en bakélite des débuts est lancé en 1941 le Bloc-Métal 41 qui est aussi un 6 × 9 pliant mais où la fragile bakélite est remplacée par un alliage d'aluminium injecté appelé hydronalium. Le cuir étant introuvable à cette époque, le soufflet est en toile. Pour le gainage, le problème est contourné avec un décor venu de moulage recouvert d'une peinture noire. Pontiac profite du fait que sa production a commencé en 1938 car les autorités d'occupation ne laissent travailler que des entreprises actives depuis avant-guerre. La production de ce modèle a atteint une centaine d'appareils par jour pour un total estimé à 200 000[2]. On trouve encore des publicités pour le Bloc-Métal 41 dans le numéro de mars 1951 de la revue Photo Cinéma.
- En 1941 apparaît aussi le Lynx I, 3 × 4 sur rouleau 127, pellicule de petit format moins chère que le 24 × 36 en cartouche. Il conserve le principe du boîtier en alliage léger injecté peint en noir mais remplace le soufflet par un tube fileté. Il utilise un obturateur central "maison" du 1/25 au 1/200 s (probablement un Gitzo déguisé). Il est considéré comme très rare[2] mais le McKeown's ne lui accorde pas une cote très élevée (175 à 250 $)[5].
- Le Lynx II sort en 1944. Il est muni d'un obturateur à rideaux allant de 1/25 à 1/500 s fortement inspiré de celui du Derlux produit sous licence allemande avant-guerre par Gallus et offre un choix de trois objectifs rentrants de 50 mm de focale, avec levier de mise au point : un Angénieux à trois lentilles ouvert à 1/2,9, un Flor-Berthiot à quatre lentilles traitées anti-reflets ouvert à 1/3,5 ou un Flor-Berthiot à six lentilles traitées anti-reflets ouvert à 1/2,8. La version la moins chère (avec Angénieux à trois lentilles) n'est pas peinte mais seulement polie[2]. Toutes versions confondues, il en aurait été vendu environ 100 000[1].
- Le Lynx de nuit annoncé en 1942 ne sort qu'en 1946. Il est muni d'un objectif exceptionnellement lumineux pour l’époque : un Flor de 55 mm de focale à sept lentilles traitées ouvrant à 1/1,5. Un obturateur atteignant le 1/1500 s avait été annoncé mais c'est celui du Lynx II qui est monté[2].
- Le Bloc-Métal 45 sort en 1946 pour contrer des 6 x 9 concurrents à la présentation plus flatteuse tels les Kinax ou Drepy. La fonderie est particulièrement soignée avec un capot intégrant un viseur de Galilée et d'autres pièces élégamment moulées telles que la poignée et la béquille[2].
- Suit le Bloc-Métal 145 muni d'obturateurs allemands Compur-Rapid "Licence française" qui semblent issus d'un stock de pièces anciennes[2].
- En 1948, la marque passe au 24 × 36 en lançant le Super Lynx I avec un obturateur à rideaux de 1/25 à 1/500 s identique à celui du Lynx II et des objectifs rentrants de 50 mm de focale de divers types et marques. L’armement est désormais couplé à l’entraînement du film et un mécanisme de déclenchement différé, optionnel jusque là, se généralise. Un Super-Lynx Standard muni d'un 35 mm Flor-Berthiot ouvert à 1/3,5 sera aussi produit[2].
- Vers 1950 sort un 24 x 36 de vulgarisation, le Baby Lynx, muni d'un obturateur Prontor II puis Prontor S ou Atos-2[1] de 1 à 1/300 s au bout d'un tube coulissant. Les objectifs de 50 mm de focale sont des SOM-Berthiot ouverts à 1/3,5 ou 1/2,8 à 3 ou 4 lentilles. Une version économique sera produite au Maroc sous le nom de Baby Standard avec un Roussel Trylor à trois lentilles ouvert à 1/3,9 et un obturateur Pronto sans vitesses lentes[2].
- En 1953 sort le Super-Lynx II à objectifs interchangeables à monture à baïonnette et un "Super-Lynx" simplifié[2].